# Ungulina scleractinica
Ungulina scleractinica is een tweekleppigensoort uit de familie van de Ungulinidae. De wetenschappelijke naam van de soort is voor het eerst geldig gepubliceerd in 1996 door Kilburn.